# Bony
Bony és un municipi francès del departament de l'Aisne, als Alts de França.
Forma part de la Communauté de communes du Pays du Vermandois

## Geografia
Bony està situat a 16 quilòmetres al nord-oest de Saint-Quentin, la ciutat propera més important.

## Història
La ciutat està a la línia de Hindenburg, que fou presa per les divisions americanes 27a i 30a el 29 de setembre de 1918. El seu objectiu era la granja Guillemont i Quennemont i la muntanya sota la qual hi ha el túnel subterrani del Canal de Saint-Quentin. Les pèrdues americanes foren de 337 morts i 658 ferits aquell dia.

## Administració
Des de 2001, l'alcalde és Philippe Giselinck.

## Demografia
- 1962: 152 habitants.
- 1975: 109 habitants.
- 1990: 101 habitants.
- 1999: 124 habitants.
- 2007: 124 habitants.
- 2008: 128 habitants.[1]

## Llocs i monuments
Cementiri militar americà de la Primera Guerra Mundial.